# Santa Maria degli Agonizzanti

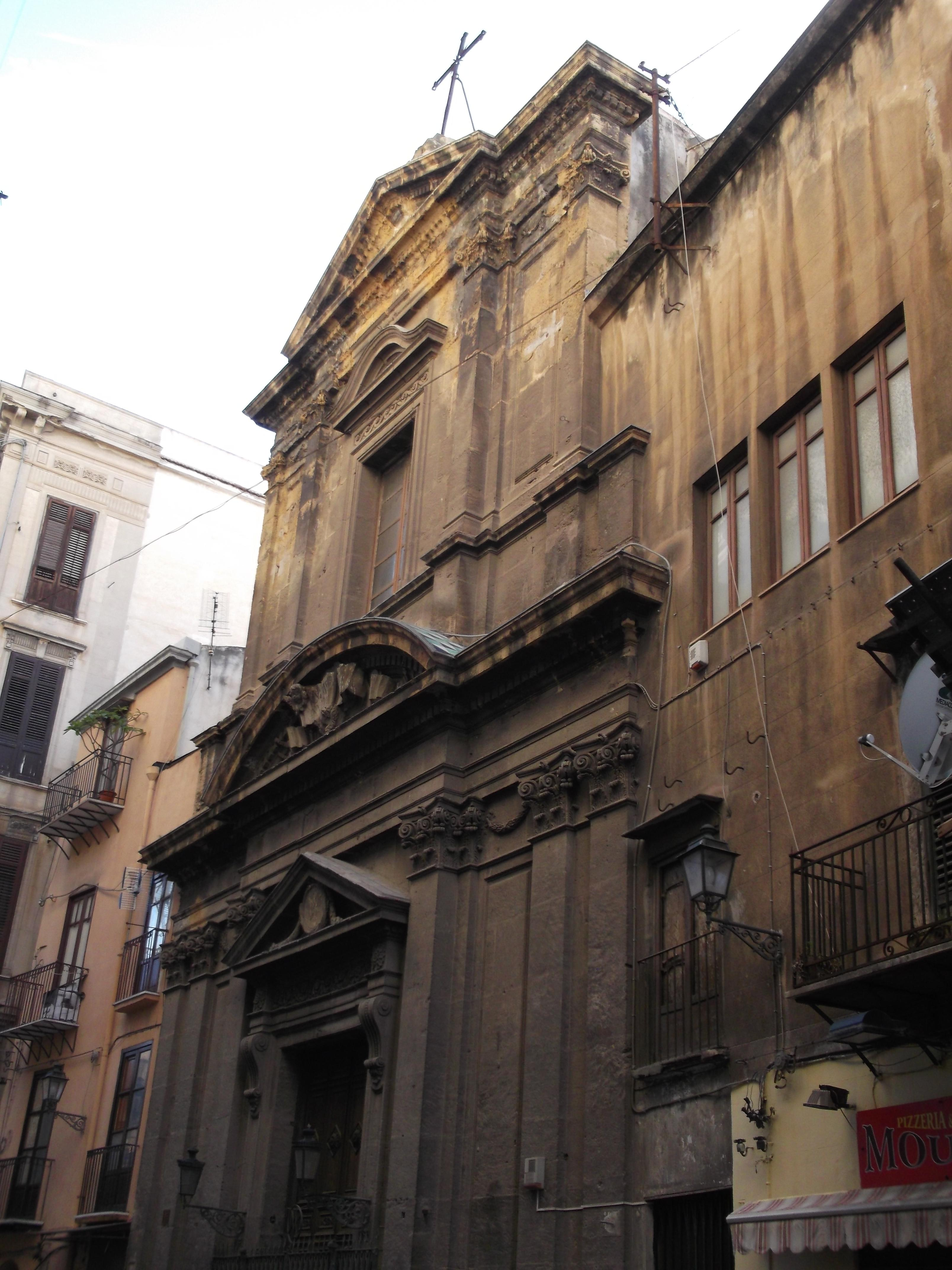
Santa Maria degli Agonizzanti

Die Santa Maria degli Agonizzanti ist eine Kirche in Palermo.
Der Bau der Kirche erfolgte 1630 im Auftrag der Bruderschaft Maria degli Agonizzanti. Die Fassade der an der Via Giovanni da Procida gelegenen Kirche wird durch einen Mittelrisalit und Pilaster gegliedert. Im Dreiecksgiebel des Portals ist das Wappen der Bruderschaft angebracht. Darüber befindet sich ein von Agraffen gestütztes Tympanon mit einem von Putten gerahmten Spruchband. Über dem gekröpften Gesims mündet das schlichte obere Geschoss mit einem schmucklosen Fenster in einen flachen Dreiecksgiebel.
Im Verlauf eines Umbaus durch den Architekten Antonio Interguglielmi zwischen 1778 und 1784 wurden die vormaligen Stuckdekorationen von Procopio und Giacomo Serpotta im Innern der Kirche zerstört und durch klare Formen der Kirche ein elegantes schlichtes Aussehen verliehen. Anstelle des üppigen Stucks findet man jetzt diverse Bilder. Elia Interguglielmi schuf 1782 die Fresken mit Szenen aus dem Leben Mariens. Ignazio Marabitti schuf für den Altar aus polichtomem Marmor ein Relief aus weißem Marmor. Hinter dem Altar hängt das Bild eines zeitgenössischen sizilianischen Künstlers Ende des 18. Jahrhunderts. Außerdem findet man monochrome Bilder Giuseppe Velascos zur Geschichte der heiligen Clara.